# John M. Hayes

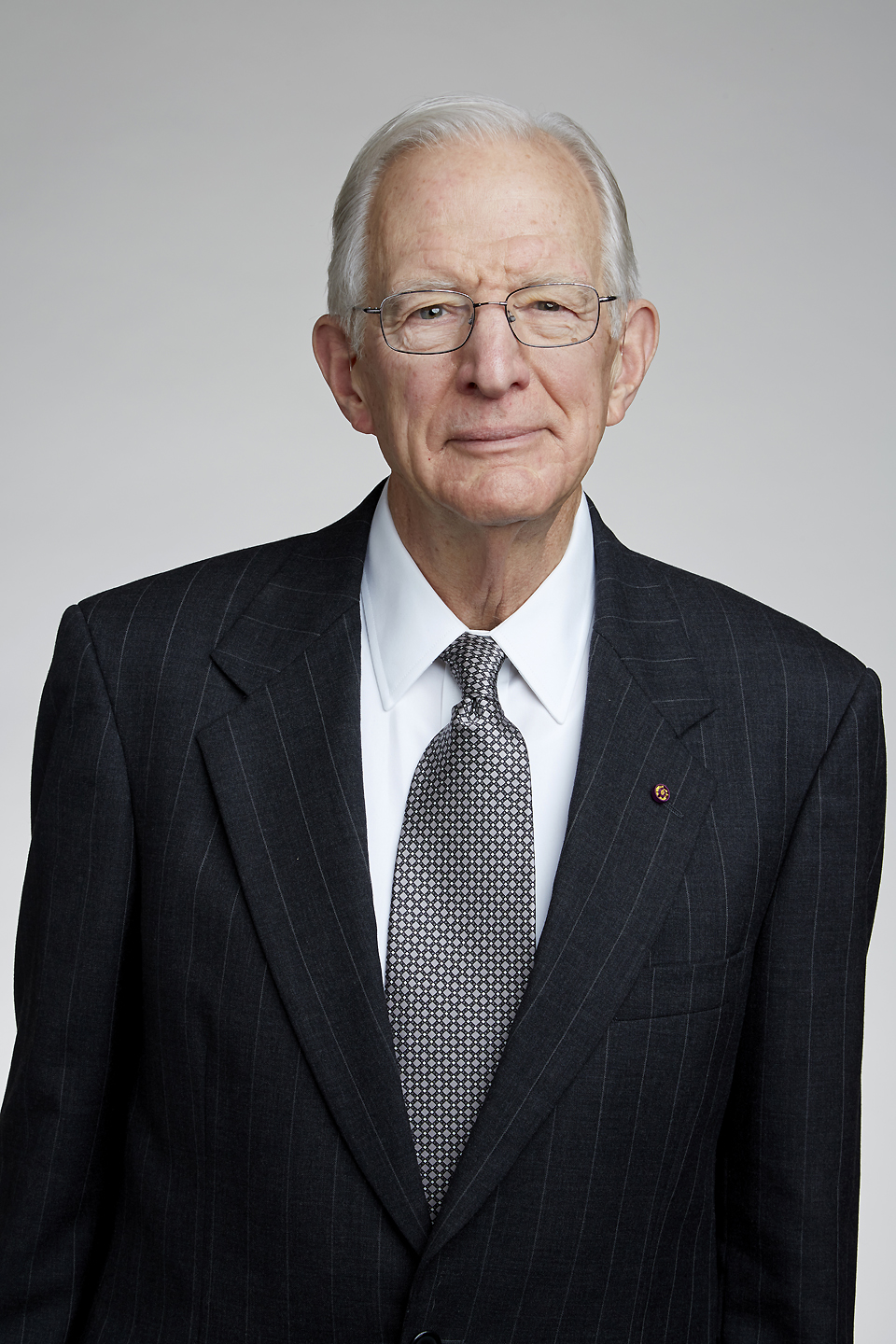
John M. Hayes beim Aufnahmetag der Royal Society im Juli 2016

John Michael Hayes (* 6. September 1940 in Seattle; † 3. Februar 2017 in Berkeley) war ein US-amerikanischer Wissenschaftler bei der Woods Hole Oceanographic Institution in Woods Hole, Hochschullehrer und Mitglied der Royal Society.

## Leben
Hayes besuchte die Iowa State University und schloss das Studium der Chemie 1962 mit dem Bachelor of Science ab. Anschließend studierte er Analytische Chemie am Massachusetts Institute of Technology und erlangte 1966 den Ph.D. für seine Arbeit über die Analyse organischer Bestandteile terrestrischer und extraterrestrischer Proben mittels Massenspektrometrie, Doktorvater war Klaus Biemann.
Hayes führte Messungen über die Verteilung von Kohlenstoff-Isotopen in Lipiden durch. Dies war die Grundlage für die Durchführung neuer Studien über die Verbreitungswege des Kohlenstoffs, sowohl in früheren als auch in heutigen Naturräumen.
Da die Entstehung organischer Materie auch die Produktion von Sauerstoff oder eines anderen Oxidationsmittels erfordert, konnten aus Hayes Studien über den Kohlenstoffzyklus auch Rückschlüsse auf die globale Entwicklung der Umwelt und den Zeitpunkt evolutionärer Ereignisse wie der Entstehung von Pflanzen, die Photosynthese betreiben, gezogen werden.
Hayes war 26 Jahre lang Professor für Chemie und Geologie an der Indiana University Bloomington, ehe er an die Woods Hole Oceanographic Institution wechselte. Außerdem lehrte er an der Harvard University, der University of California, Los Angeles und der University of California, Berkeley.
Hayes starb am 3. Februar 2017 im Alter von 76 Jahren in seinem Haus in Berkeley an Lungenfibrose.

## Auszeichnungen und Ehrungen
Zusammen mit Geoffrey Eglinton wurde Hayes 1997 mit dem Urey Award der European Association of Geochemistry geehrt. Hayes wurde 1998 zum Mitglied der National Academy of Sciences der Vereinigten Staaten und der American Academy of Arts and Sciences gewählt und erhielt im selben Jahr den Alfred-Treibs-Award und 2002 den V. M. Goldschmidt Award der Geochemical Society. 2016 wurde er zum Mitglied der Royal Society gewählt.
Seit 2019 vergibt die Abteilung für organische Geochemie der Geochemical Society jährlich einen Preis in Hayes Namen an einen Wissenschaftler in der Mitte seiner Karriere, der Erkenntnisse aus mehreren Forschungsbereichen zusammengeführt und damit einen Fortschritt  für die biogeochemische Wissenschaft erreicht hat.